# Giedrė Purvaneckienė

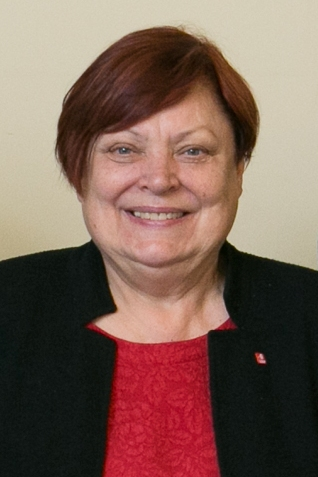
Giedrė Purvaneckienė

Giedrė Purvaneckienė (* 8. März 1945 in Kaunas, Litauische SSR) ist eine litauische Halbleiterphysikerin, ehemalige Politikerin, Mitglied des Seimas.

## Leben
1963 nach dem Abitur an der Mittelschule Salomėja Nėris Vilnius absolvierte sie das Diplomstudium 1968 an der Vilniaus universitetas und 1982 promovierte zum Thema Studentų tiriamųjų mokėjimų formavimas puslaidininkių fizikos specializacijos mokymo laboratorijoje. Von 1968 bis 1973 war sie wissenschaftliche Mitarbeiterin am Institut für Halbleiterphysik.
Von 2000 bis 2004 war sie Mitglied des Seimas. Von 2006 bis 2008 war sie Beraterin des Premierministers.
Seit 1995 ist sie Dozentin an der Vilniaus universitetas.
Bis 2015 war sie stellvertretende Parteivorsitzende der LSDP, Stellvertreterin von Algirdas Butkevičius.